# نیک کولگان
نیک کولگان (انگلیسی: Nick Colgan؛ زادهٔ ۱۹ سپتامبر ۱۹۷۳) بازیکن فوتبال اهل جمهوری ایرلند است.
از باشگاه‌هایی که در آن بازی کرده‌است می‌توان به باشگاه فوتبال بارنزلی، باشگاه فوتبال ساندرلند، باشگاه فوتبال برنتفورد، باشگاه فوتبال ای‌اف‌سی بورنموث، باشگاه فوتبال هادرزفیلد تاون، باشگاه فوتبال داندی یونایتد، باشگاه فوتبال ردینگ، باشگاه فوتبال ایپسویچ تاون، باشگاه فوتبال کرو آلکساندرا، باشگاه فوتبال گریمزبی تاون، باشگاه فوتبال چلسی، باشگاه فوتبال استوک‌پورت کانتی، باشگاه فوتبال میلوال، و باشگاه فوتبال هیبرنین اشاره کرد.
وی همچنین در تیم ملی فوتبال جمهوری ایرلند بازی کرده‌است.